# Piano Magic
Piano Magic — британський музичний гурт, утворений влітку 1996 року, трьома студентами — Гленом Джонсоном, Домініком Кенеллом і Діком Рейнсом у Лондоні. Колектив використовує елементи різних музичних жанрів, таких як інді-рок, дарквейв та пост-рок. 

## Історія
Протягом років, склад гурту постійно змінювався — єдиним постійним членом Piano Magic є Глен Джонсон. Спочатку гурт планувався як суто студійний проект, і планів стосовно концертів колективу не було, однак коли їх перший сингл набув популярності в програмі Джона Піла, учасники Piano Magic, під тиском рекорд-лейблу поступилися своїми принципами, і з новим членом, барабанщиком Paul Tornbohmem почали гастролювати.
Їхній дебютний альбом, Popular Mechanics, був випущений в 1997 році. Незабаром після цього, відбулася ротація складу гурту, яка, згодом, стане дуже звичною. Разом із запрошеними вокалістками записується другий альбом Low Birth Weight, який був випущений в 1999 році на інді-лейблі Rocket Girl. На той же самій фірмі, наступного року, виходить третій альбом Artists' Rifles. Він записувався під наглядом продюсера Джона Рівза, знаного по роботах Dead Can Dance і Felt.
У 2001 році побачив світ Son de Mar містить саундтрек до власника однойменного іспанського режисера Bigas Місяця.
15 вересня 2012 року група дала єдиний концерт в Україні — в одеському культурному центрі Beit Grand.

## Дискографія

### Офіційні альбоми
- Popular Mechanics (i/Che, 1997)
- A Trick of the Sea (Darla, 1998)
- Low Birth Weight (Rocket Girl, 1999)
- Artists' Rifles (Rocket Girl, 2000)
- Son de Mar (4AD, 2001)
- Writers Without Homes (4AD, 2002)
- The Troubled Sleep of Piano Magic (Green UFOs, 2003)
- Disaffected (Darla, 2005)
- Part Monster (Important, 2007)
- Ovations (Make Mine Music, 2009)
- Life Has Not Finished With Me Yet (Second Language, 2012)
- Closure (Second Language, 2017)

### Сингли та EP
- Wrong French (i/Che, 1996)
- Wintersport (i/Che, 1997)
- For Engineers (Wurlitzer, 1997)
- Music for Rolex (Lissy's, 1998)
- There's No Need for Us to Be Alone (Rocket Girl, 1998)
- Fun of the Century (Piao!, 1998)
- Mort Aux Vaches (Staalplat, 1998)
- Music for Annahbird (Piao!, 1998)
- Amongst the Books, an Angel (Acetone, 1999)
- Panic Amigo (Morr Music, 2000)
- I Came to Your Party Dressed as a Shadow (Acuarela, 2001)
- Speed the Road, Rush the Lights (Green UFOs, 2003)
- Saint Marie EP (Green UFOs, 2003)
- The Opencast Heart EP (Important Records, 2005)
- Never It Will Be the Same Again (EN/OF, 2006)
- Incurable EP (Important Records, 2006)
- Dark Horses EP (Make Mine Music, 2008)
- Chemical EP (Second Language, 2012)

### Інші проєкти
- Bird Heart In Wool, Textile Ranch (Very Friendly, 2005)
- Klima, Klima (Peacefrog, 2007)
- We Don't Just Disappear, Future Conditional (LTM, 2008)
- Brave New Wales, Various Artists (Fourier Transform, 2008)
- Details Not Recorded, Glen Johnson (Make Mine Music, 2009)